# Schweiz herrlandslag i rugby union
Schweiz herrlandslag i rugby union representerar Schweiz i rugby union på herrsidan.

## Historik
Laget spelade sin första match den 11 april 1973 i Neuchâtel, och förlorade med 4–23 mot Portugal.

### Fotnoter
1. ↑  ”Rugby International”. http://www.rugbyinternational.net/countries/switzerland.htm. Läst 26 augusti 2011.